# Edén

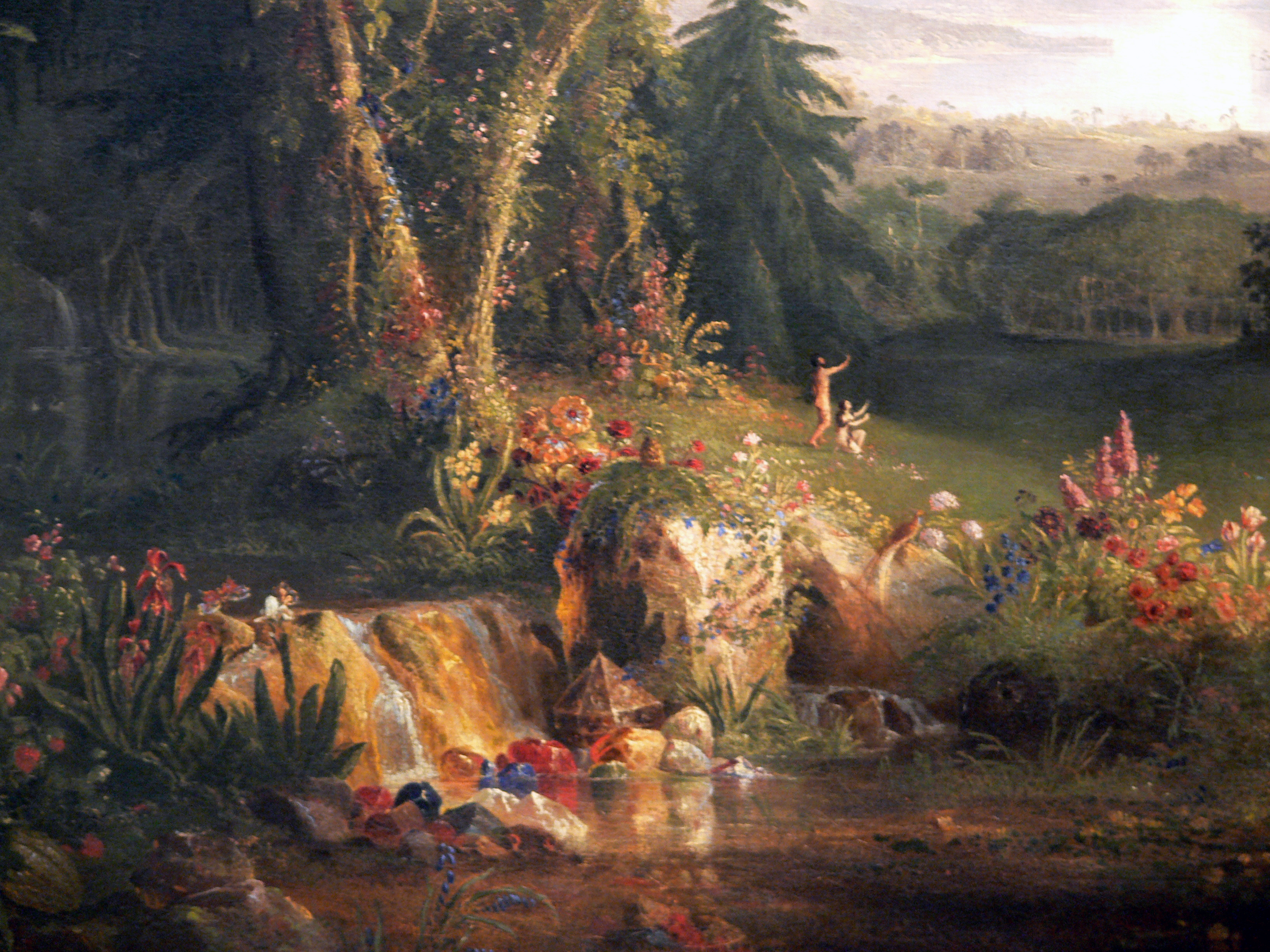
Thomas Cole: El jardín del Edén, detalle.

El Edén (en hebreo: גַּן־עֵדֶן‎ – gan-ʿĒḏen) o jardín del Edén es, según el relato bíblico del libro  de Génesis, el lugar donde puso Dios al hombre después de haberlo creado a partir del barro.

Y Dios plantó un huerto en Edén, al oriente; y puso ahí al hombre que había formado.

Tomó, pues, Dios al hombre, y lo puso en el huerto del Edén, para que lo labrara y lo guardase.

## Toponimia

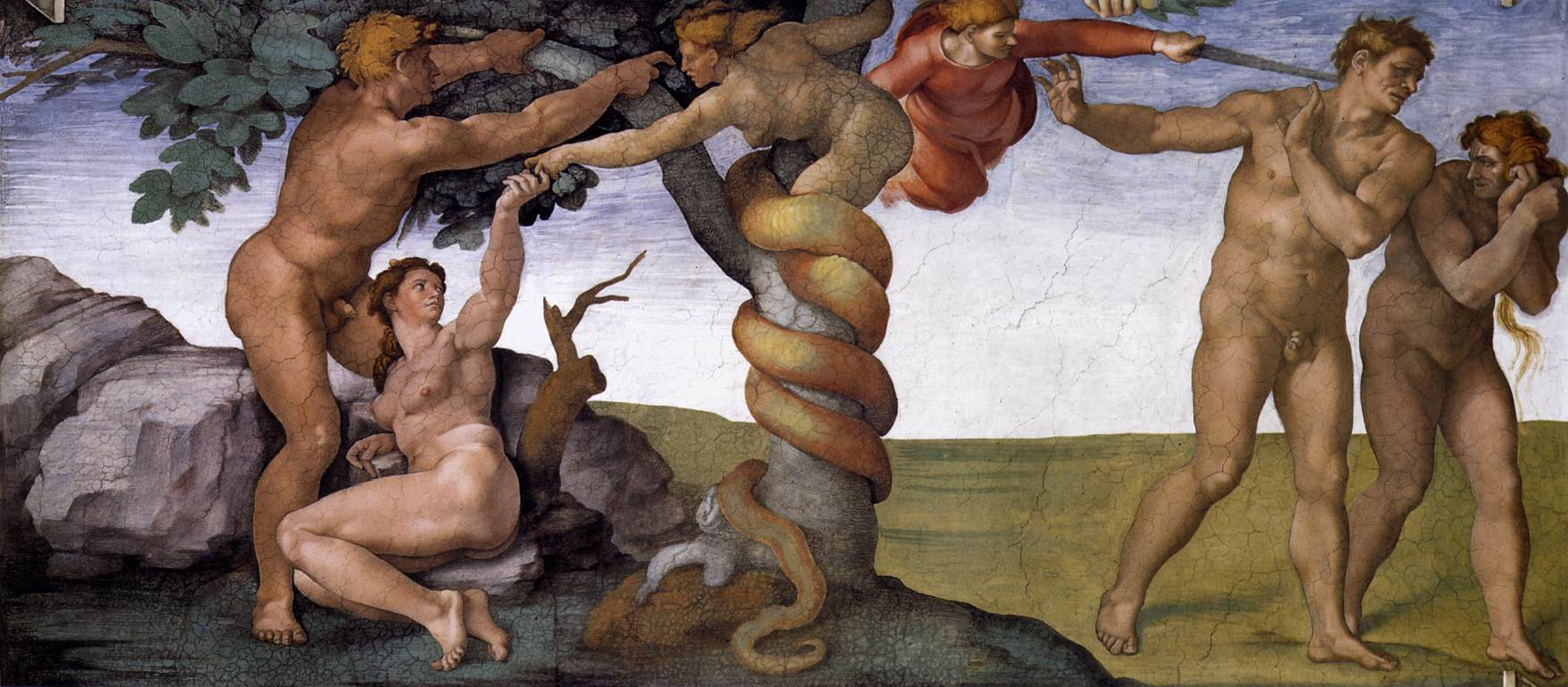
Expulsión del Edén, de Miguel Ángel. Capilla Sixtina.

La palabra Edén se acostumbra a emplear, en lenguaje coloquial, con el mismo significado que el vocablo Paraíso. La Septuaginta tradujo la palabra hebrea correspondiente a “jardín” (gan) mediante la palabra griega parádeisos, que a su vez viene del término persa ''pardês'' que significa huerto, parque o jardín. 
«Edén» es una palabra hebrea de origen sumerio edin que significa "planicie", o "lugar plano más allá de las tierras cultivadas". El uso de la palabra en el Génesis parece indicar más bien a una región geográfica, mientras que el Paraíso se refiere al huerto "al este" en esa región. Sin embargo, después se le llama “el jardín de Edén”, y en textos posteriores se le denomina “Edén, el jardín de Dios” y “el jardín de Yahveh”.
Es descrito como un parque en que los árboles y las plantas de toda especie que embellecían el paisaje proveían alimento en amplia variedad. También que Dios puso ante Adán “todos los animales domésticos y... las criaturas voladoras de los cielos y... toda bestia salvaje del campo”. Las aguas del río “que procedía de Edén” regaban el suelo de Edén. El hecho de que el hombre estaba desnudo permite suponer un clima cálido y agradable.
Anteriormente se propuso una relación con el término sumerio edin que aparece en escritura cuneiforme y significaría llanura no cultivada, pero ahora se prefiere su relación con una raíz aramea que significa "bien regado, fructífero"

## Descripción e historia
La Biblia indica que el huerto o jardín de Edén habría existido al oriente de la región también llamada Edén, una región que se hallaría en el Oriente Próximo. Igualmente se dice en el Génesis, “un río salía del Edén para regar el jardín, y desde allí se dividía, y se convertía en cuatro cabezas, llamados: río Pisón, que se dice, rodeó toda la tierra de Havila (Arabia); el río Gihón, que habría rodeado toda la tierra de Cus (Etiopía); el río Hidekel (río Tigris); que iría al oriente de Asiria; y el río Éufrates.
La situación de los dos primeros confundió durante mucho tiempo a los estudiosos. Juris Zarins, de la Universidad del estado del Suroeste de Misuri, cree que un río hoy llamado Karun, que nace en Irán y fluye hacia el Golfo Pérsico, es el Gihón y que un lecho seco en el desierto de Arabia Saudita contuvo en su tiempo las aguas del Pisón. Según este científico, el Edén se hallaba situado en la confluencia de los cuatro ríos en la región del Golfo Pérsico. Esta era un área que hace unos 32 000 años gozó de un clima saludable, pero que en el 15 000 a. C. se volvió árida, obligando a emigrar a los pastores y nómadas que allí vivían. Alrededor del 6000 - 5000 a. C. el clima cambió de nuevo y las áridas extensiones del este y del nordeste de Arabia Saudita y el suroeste de Irán florecieron de nuevo. Zarins propone que los nómadas volvieron de nuevo y a antiguos agricultores, antepasados Obeid de los sumerios. Al hacerse sedentarios y sufrir el severo ajuste que ello supuso, es de suponer que transmitieron la tradición de un paraíso perdido milenios antes, donde era posible vivir de la tierra sin tener que cultivar la tierra.

## Relación entre los Edenes bíblico, sumerio y mesopotámico

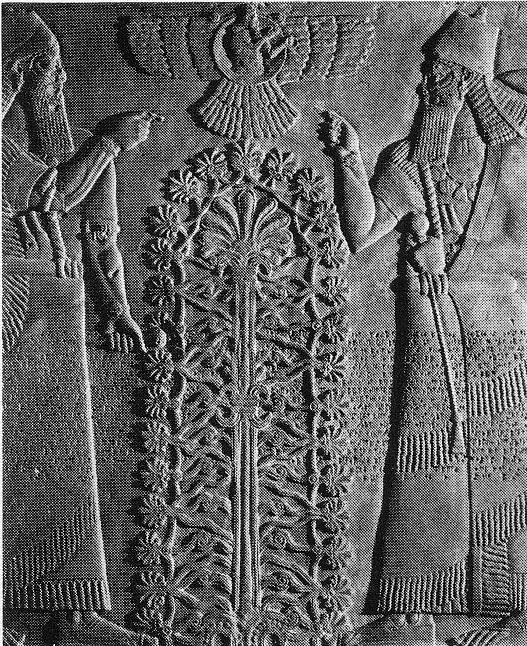
Relieve asirio: Querubines custodiando el árbol de la vida.

Del mismo modo que sucede con la historia bíblica del Diluvio universal, y la historia de Gilgamesh de la Mitología sumeria, se pueden encontrar puntos en común, así como la influencia de mitos anteriores en la historia bíblica de la creación del Hombre.
Así, en el Enûma Elish (poema babilónico que narra el origen del mundo), se menciona que el mundo fue creado en 7 días, y que comenzó con un jardín; siendo el mundo creado por Tiamat (una diosa babilónica con forma de serpiente gigante).
En el mitología sumeria, más específicamente en el Mito de Enki y Ninhursag, el dios sumerio Enki cedió una costilla para crear a la diosa Ninti. Igualmente en la mitología sumeria, en unas tablilla cuneiforme encontrada en Nippur se habla de una tierra pura y brillante que no conocía la enfermedad ni la muerte. En este pacífico reino el rey de las aguas, Enki, hacía que el agua dulce permitiera crecer un frondoso jardín. Aquí fue donde se menciona que el dios Enki creó a los seres humanos y en un lugar donde el hombre podía vivir sin miedo a los animales, un lugar sin terror; pero posteriormente Enki descubrió que los humanos tenían un comportamiento inadecuado, y por ello los expulsó de este paraíso. Así en el poema de Gilgamesh la diosa Aruru (Ninhursag) asistió a Enki en la creación de la especie humana: este le ordenó a su madre Nammu, que formara al hombre de “la arcilla que está encima del abismo”. Igualmente en la mitología egipcia, el dios Khnum da forma al cuerpo de los seres humanos a partir de barro en una torneta de alfarero.
En la historia de Gilgamesh, posteriormente además se describe cómo Gilgamesh busca el secreto de la vida eterna, encontrando el fruto del árbol de la vida, el cual le es arrebatado por la serpiente. Igualmente relacionado con el mito de la serpiente bíblica y los Árboles del conocimiento del bien y el mal, y el de la vida, encontramos igualmente el mito sumerio de la deidad Ningizzida, a quien se le conocía como el o la "Señor/a del árbol de la vida", y que era descrita a veces como una serpiente con cabeza humana.
En los archivos de El-Amarna, como en la biblioteca de Asurbanipal, se encontraron fragmentos del relato del primer hombre "Adapa", nombre fonéticamente similar al Adán hebreo. Adapa habría arrancado las alas a un demonio del aire en un momento de furia, por lo que Anu, el dios del cielo lo llamó al cielo a rendir cuentas. El dios Ea, padre de Adapa, comprendiendo el peligro le advirtió que no comiera ni bebiera nada. Pero Anu se apaciguó al verlo y le perdonó. Ordenó a sus servidores que le dieran del pan y el agua de la vida eterna, pero Adapa, ya advertido, se negó a probarlos. Enfurecido Anu le expulsó, y así Adapa, por un malentendido perdió la oportunidad de la inmortalidad.
En el arte asirio y fenicio es muy recurrente la escena de los querubines o espíritus protectores custodiando el árbol de la vida en la figura de la palmera datilera, tema que también es descrito en la Biblia como adornando el templo de Salomón.

## Debate sobre la existencia del huerto del Edén
Como en la Biblia se lo define como huerto, los grupos que toman literalmente los relatos de la Biblia creen que se estaría aludiendo a un lugar real, y no a una simple alegoría; ya que también se menciona un lugar geográfico, donde habría existido (al oriente), indicando una región que se hallaría en Cercano Oriente, al este del actual Israel, situándose de este modo en algún lugar de Mesopotamia o de Arabia. Sin embargo, hay que tener en cuenta que a nivel científico, aunque histórico según el relato bíblico, no existen pruebas que indiquen que haya existido realmente un jardín como Edén en esa zona geográfica, por lo menos, tal como está descrito en el Génesis.

## Narraciones bíblicas

### Génesis
Artículos principales: Narración de la creación del Génesis y Adán y Eva
La segunda parte del Génesis, Génesis 2 comienza con Dios creando al primer hombre (Adán), a quien colocó en un jardín que plantó "hacia el este en el Edén". "Y de la tierra hizo que el Señor Dios hiciera crecer cada árbol que sea agradable a la vista y bueno para comer; el árbol de la vida también en medio del jardín y el árbol del conocimiento del bien y del mal".
El hombre era libre de comer de cualquier árbol del jardín, excepto del fruto del árbol del conocimiento del bien y del mal. Por último, Dios hizo a una mujer (Eva) de una costilla del hombre para que fuera su compañera. En el capítulo tres, la serpiente del Jardín del Edén sedujo al hombre y a la mujer para que comieran la fruta prohibida, y fueron expulsados del jardín para evitar que comieran del árbol de la vida y, por lo tanto, vivieran para siempre. Se colocaron querubines al este del jardín, "y una espada de fuego que giraba en todos los sentidos para proteger el camino del árbol de la vida" (Génesis 3:24).
Génesis 2: 10–14 enumera cuatro ríos en asociación con el jardín del Edén: Pishon, Gihon, Chidekel (el Tigris) y Phirat (el Éufrates). También se refiere a la tierra de Cush, traducida e interpretada como Etiopía, pero algunos piensan que equivale a Cossaea, un nombre griego para la tierra de los casitas. Estas tierras se encuentran al norte de Elam, inmediatamente al este de la antigua Babilonia, que, a diferencia de Etiopía, se encuentra dentro de la región que se describe.

### Ezequiel
Artículo principal: Querubín caído del Edén
En Ezequiel 28: 12–19 el profeta Ezequiel se dirige al rey de Tiro, profetizando su caída. Se señala que el rey era "muestra de la perfección", adornado con piedras preciosas desde el día de su creación, colocado por Dios en el jardín del Edén en la montaña sagrada como un querubín guardián. Pero el rey pecó por la maldad y la violencia, por lo que fue expulsado del jardín y arrojado a la tierra, donde ahora es consumido por el fuego de Dios: "Todos los que te conocieron en las naciones están horrorizados por ti, has venido a un final horrible y no habrá más ".
Según Terje Stordalen, el Edén en Ezequiel parece estar ubicado en el Líbano. "Parece que el Líbano es una ubicación alternativa en el mito fenicio (como en Ez 28,13, III.48) del Jardín del Edén", y hay conexiones entre el paraíso, el jardín del Edén y los bosques del Líbano (posiblemente utilizados simbólicamente) en escritos proféticos. Edward Lipinski y Peter Kyle McCarter han sugerido que el Jardín de los Dioses (paraíso sumerio), la versión sumeria más antigua del Jardín del Edén, se relaciona con un santuario ubicado en las montañas del Líbano y la Cordillera del Antilíbano.

## Conceptos paralelos
- Dilmun en la historia sumeria de Enki y Ninhursag es una morada paradisíaca de los inmortales, donde la enfermedad y la muerte eran desconocidas.[24]
- El jardín de las Hespérides en la mitología griega era algo similar al concepto cristiano del Jardín del Edén, y en el siglo XVI se hizo una asociación intelectual más grande en la pintura de Cranach. En esta pintura, sólo la acción que tiene lugar allí identifica el entorno como distinto del Jardín de las Hespérides, con su fruto dorado.
- El término persa "paraíso" (tomado en hebreo: פּרְדֵּס, pardes), que significa jardín real o parque de caza, se convirtió gradualmente en sinónimo de Edén después del 500 a. C. La palabra "pardes" aparece tres veces en la Biblia hebrea, pero siempre en contextos distintos de una conexión con el Edén: en Cantares 4.13: "Tus plantas son un huerto (pardes) de granadas, con frutos agradables";[25] Eclesiastés 2. 5: "Me hice jardines y huertos (pardes), y planté árboles en ellos de todo tipo de frutas";[26] y en Nehemías 2:8 : "Y una carta a Asaf, el guardián del huerto del rey (pardes), para que me dé madera para hacer vigas para las puertas del palacio que pertenecen a la casa, y para el muro de la ciudad".[27] En estos ejemplos, pardes significa claramente "huerto" o "parque", pero en la literatura apocalíptica y en el "paraíso" del Talmud se asocia con el Jardín del Edén y su prototipo celestial, y el "paraíso" del Nuevo Testamento se convertirá en el reino de los bienaventurados (en oposición al reino de los malditos) entre los que ya han muerto, con influencias literarias helenísticas.

## Otros puntos de vista

### Escatología judía
En el Talmud y la Cábala judía, los estudiosos coinciden en que hay dos tipos de lugares espirituales llamados "Jardín en el Edén". El primero es más bien terrestre, de abundante fertilidad y vegetación exuberante, conocido como el "Bajo Gan Eden". El segundo se lo considera como celestial, donde moran las almas inmortales justas, judías y no judías, y se lo llama "Gan Eden superior". Los rabinos diferencian entre Gan y Eden. Se dice que Adán vivió solo en el Gan, mientras que se dice que Edén nunca será presenciado por ningún ojo mortal.
Según la escatología judía, el Gan Eden superior se llama el "Jardín de la Justicia". Ha sido creado desde el comienzo del mundo y aparecerá gloriosamente al final de los tiempos. Los justos que habitan allí disfrutarán de la vista del chayot celestial que lleva el trono de Dios. Cada uno de los justos caminará con Dios, quien los guiará en un baile. Sus habitantes judíos y no judíos están "vestidos con vestiduras de luz y vida eterna, y comen del árbol de la vida" (Enoc 58,3) cerca de Dios y de sus ungidos. Este concepto rabínico judío de un Gan Edén superior se opone a los términos hebreos gehena y sheol, nombres figurativos para el lugar de purificación espiritual para los malvados muertos en el judaísmo, siendo un lugar concebido lejos del cielo.
En la escatología judía moderna se cree que la historia se completará y el destino final será cuando toda la humanidad regrese al Jardín del Edén.

### Leyendas
En el libro de 1909 Leyendas de los judíos, Louis Ginzberg compiló leyendas judías encontradas en la literatura rabínica. Entre las leyendas se encuentran las de los dos Jardines del Edén. Más allá del paraíso está el Gan Eden más alto, donde Dios está entronizado y explica la Torá a sus habitantes. El Gan Eden más alto contiene trescientos diez mundos y está dividido en siete compartimentos. Los compartimentos no se describen, aunque se da a entender que cada compartimento es mayor que el anterior y se une según el mérito de cada uno. El primer compartimento es para los mártires judíos, el segundo para los que se ahogaron, el tercero para el "Rabino Johanan ben Zakkai y sus discípulos", el cuarto para los que se llevó la nube de gloria, el quinto para los penitentes, el sexto para los jóvenes que nunca has pecado y la séptima para los pobres que vivían decentemente y estudiaban la Torá.
En el capítulo dos, da una breve descripción del bajo Gan Eden. El árbol del conocimiento es un seto alrededor del árbol de la vida, y es tan vasto que tomaría más de quinientos años despejar un camino a través del árbol del conocimiento para llegar al árbol de la vida. Por debajo de los árboles fluyen todas las aguas del mundo en forma de cuatro ríos: Tigris, Nilo, Éufrates y Ganges. Después de la caída del hombre, el mundo ya no fue regado por esta agua. Sin embargo, mientras estaban en el jardín, los ángeles sirvieron platos de carne a Adán y Eva, y los animales del mundo entendieron el lenguaje humano, respetaron a la humanidad como la imagen de Dios y temieron a Adán y Eva. Cuando uno muere, su alma debe pasar a través del Gan Eden inferior para alcanzar el Gan Eden superior. El camino hacia el jardín es la Cueva de Machpelah que Adan protege. La cueva conduce a la puerta del jardín, custodiada por un querubín con una espada en llamas. Si un alma no es digna de entrar, la espada la aniquila. Dentro del jardín hay una columna de fuego y humo que se extiende al Gan Eden más alto, y el alma debe subir para llegar al Gan Eden más alto.

### Visión islámica
El término jannāt ʿadni ("Jardines del Edén" o "Jardines de la residencia perpetua") se usa en el Corán para el destino de los justos. Hay varias menciones de "el Jardín" en el Corán (2:35, 7:19, 20: 117), mientras que el Jardín del Edén, sin la palabra ʿadn, es comúnmente la cuarta capa del cielo y no necesariamente pensado como la morada de Adán. El Corán se refiere con frecuencia a la primera morada de Adán y Hawwa (Eva), incluyendo la surat Sad, que presenta 18 versículos sobre el tema (38: 71–88), surat al-Baqara, surat al-A'raf, y surat al-Hijr, aunque a veces sin mencionar la ubicación. La narrativa trata principalmente sobre la expulsión de Hawwa y Adán después de que fueron tentados por Shaitan. A pesar del relato bíblico, el Corán menciona solo un árbol en el Edén, el árbol de la inmortalidad, que Dios específicamente afirmó que estaba prohibido a Adán y Eva. Alguna exégesis agregó un relato sobre Satanás, disfrazado de serpiente para entrar al Jardín, repetidamente le dijo a Adán que comiera del árbol, y finalmente tanto Adán como Eva lo hicieron, lo que resultó en desobedecer a Dios. Estas historias también aparecen en las colecciones de hadices, incluida al-Tabari.

### Santos de los Últimos Días
Los seguidores del movimiento de los Santos de los Últimos Días (también conocidos como mormones) creen que después de que Adán y Eva fueron expulsados del Jardín del Edén, residieron en un lugar conocido como Adán-ondi-Ahmán, ubicado en el actual condado de Daviess, Misuri. Está registrado en Doctrina y Convenios que Adán bendijo a su posteridad allí y que regresará a ese lugar en el momento del juicio final en cumplimiento de una profecía establecida en el Libro de Mormón.
Numerosos líderes tempranos de la Iglesia, incluidos Brigham Young, Heber C. Kimball y George Q. Cannon, enseñaron que el mismo Jardín del Edén estaba ubicado en el condado de Jackson, Misuri, pero no hay referencias fiables de ello. En general, la doctrina SUD no es clara en cuanto a la ubicación exacta del Jardín del Edén, pero la tradición entre los Santos de los Últimos Días lo ubica en algún lugar cerca de Adam-ondi-Ahman, o en el condado de Jackson.

## Arte y literatura
Dentro de la literatura, para muchos escritores medievales, la imagen del Jardín del Edén también crea un lugar para el amor humano y la sexualidad, a menudo asociada con el tropo clásico y medieval del locus amoenus. En la Divina Comedia, Dante coloca el Jardín en la cima del monte Purgatorio. Otra obra destacada es El paraíso perdido, poema narrativo de John Milton.
Respecto a su representación en el arte, los motivos del Jardín del Edén retratados con mayor frecuencia en manuscritos y pinturas iluminados son el "Sueño de Adán" ("La creación de Eva"), la "Tentación de Eva" de la Serpiente, la "Caída del hombre" donde Adán toma el fruto, y la "Expulsión". El idilio de "Naming Day in Eden" fue representado con menos frecuencia. Miguel Ángel representó una escena en el Jardín del Edén en el techo de la Capilla Sixtina. Una de las representaciones más antiguas del Jardín del Edén está hecha en estilo bizantino en Rávena, mientras que la ciudad aún estaba bajo control bizantino. Un mosaico azul conservado es parte del mausoleo de Gala Placidia. Los motivos circulares representan las flores del jardín del Edén. 
En la música, destaca la banda estadounidense de thrash metal Iced Earth, que compuso un tema llamado "Burning Oasis", de su álbum Burnt Offerings, que relata la tentación de Adán y Eva y su posterior condena.